# Elizabeth Bear

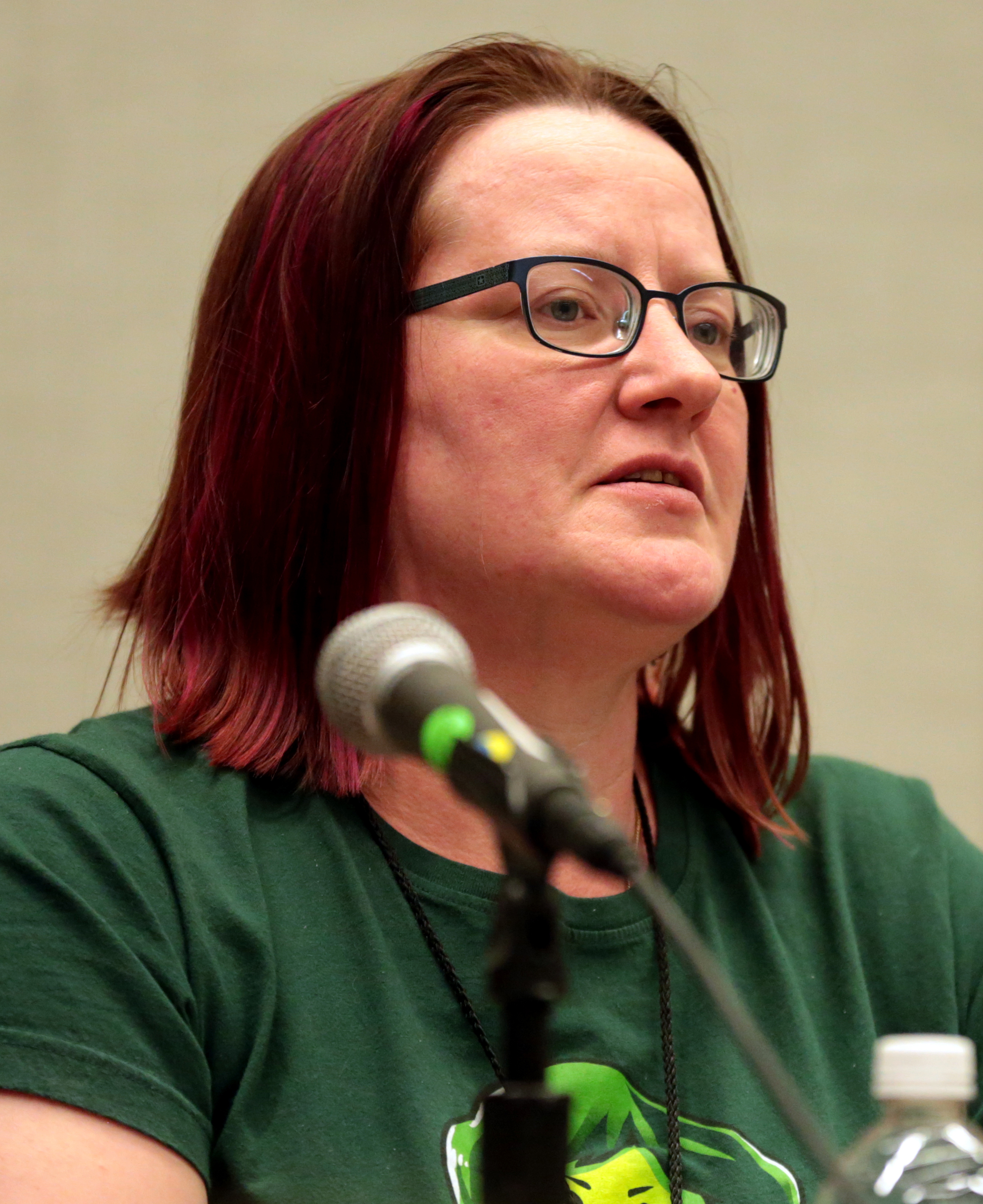
Elizabeth Bear (2017)

Sarah Bear Elizabeth Wishnevsky (* 22. September 1971 in Hartford, Connecticut) ist eine US-amerikanische Schriftstellerin, die unter dem Namen Elizabeth Bear vorwiegend Science-Fiction und Fantasy schreibt. Sie wurde 2005 mit dem John W. Campbell Award for Best New Writer, 2008 mit dem Hugo Award for Best Short Story für Tideline, und 2009 mit dem Hugo Award for Best Novelette für Shoggoths in Bloom geehrt. Damit ist sie einer von nur fünf John-W.-Campbell-Award-Preisträgern, die in ihrer weiteren Karriere mit mehreren Hugo Awards ausgezeichnet wurden (die anderen sind C. J. Cherryh, Orson Scott Card, Spider Robinson und Ted Chiang).

## Leben
Bear ist ukrainischer und schwedischer Abstammung, einige ihrer Vorfahren behaupten, von den Wikingern abzustammen. Sie ist in Hartford, Connecticut geboren und aufgewachsen, wo sie unter anderem in der Medienbranche, als Pferdepflegerin, als Reporterin für Vermischtes, Redakteurin für mikrobiologische Verfahrenshandbücher für ein innerstädtisches Krankenhaus mit 1000 Betten, Schriftsetzerin und Layouterin, als „Traffic Manager“ für eine Import-Export-Firma, und als „das Mädchen, das um drei Uhr nachts bei The Whole Donut die Donuts macht“, tätig war.
Sie lebte für einige Zeit in Las Vegas, Nevada (der Schauplatz für die Kurzgeschichten One-Eyed Jack and the Suicide King, Follow Me Light und This Tragic Glass), kehrte jedoch im Januar 2006 nach Connecticut zurück.
Ihr erster Roman Hammered wurde im Januar 2005 veröffentlicht, gefolgt von Scardown im Juli und Worldwired im November desselben Jahres. Die Trilogie handelt von der kanadischen Master Warrant Officer Jenny Casey, die auch die Hauptfigur der Kurzgeschichte Gone to Flowers ist. Hammered wurde mit dem Locus Award for Best First Novel 2006 ausgezeichnet.
Die Kurzgeschichtensammlung The Chains That You Refuse, erschien im Mai 2006 bei Night Shade Books. Blood and Iron, das erste Buch der Fantasy-Serie The Promethean Age, erschien am 27. Juni 2006. Sie ist außerdem Koautorin der Website/Pseudofernsehserie Shadow Unit.
Im Jahr 2008 spendete sie ihr Archiv dem Department of Rare Books and Special Collections der Northern Illinois University.
Sie lehrt am Viable Paradise Schriftsteller-Workshop und am Clarion Science Fiction Writers’ Workshop.
Das Eröffnungszitat der Criminal-Minds-Episode Lauren (6x18, dt. Lauren Reynolds ist tot) war ein wörtliches Zitat aus Bears Buch Seven for a Secret: „The secret to lying is to believe with all your heart. That goes for lying to yourself even more than lying to another.“ („Das Geheimnis des Lügens ist, mit ganzem Herzen zu glauben. Das gilt um so mehr, wenn man sich selbst belügt, als wenn man jemand anderen belügt.“)
Sie tritt regelmäßig im SF Squeecast auf, der 2012 und 2013 den Hugo Award für „Best Fancast“ gewann.

## Auszeichnungen
- 2005: John W. Campbell Best New Writer Award
- 2006: Locus Award für den Roman Hammered/Scardown/Worldwired
- 2008: Hugo Award für die Kurzgeschichte Tideline
- 2008: Asimov’s Science Fiction Magazine Readers’ Award für Tideline als beste Kurzgeschichte
- 2008: Theodore Sturgeon Memorial Award für die Kurzgeschichte Tideline
- 2009: Hugo Award für die Erzählung Shoggoths in Bloom
- 2009: Gaylactic Spectrum Award für The Stratford Man (Ink and Steel und Hell and Earth)
- 2012: Audie Award für Best Original Work für Metatropolis: Cascadia[4]
- 2013: Hugo Award für SF Squeecast in der Kategorie „Fancast“
- 2013: Locus Award für Shoggoths in Bloom als beste Sammlung

## Bibliografie

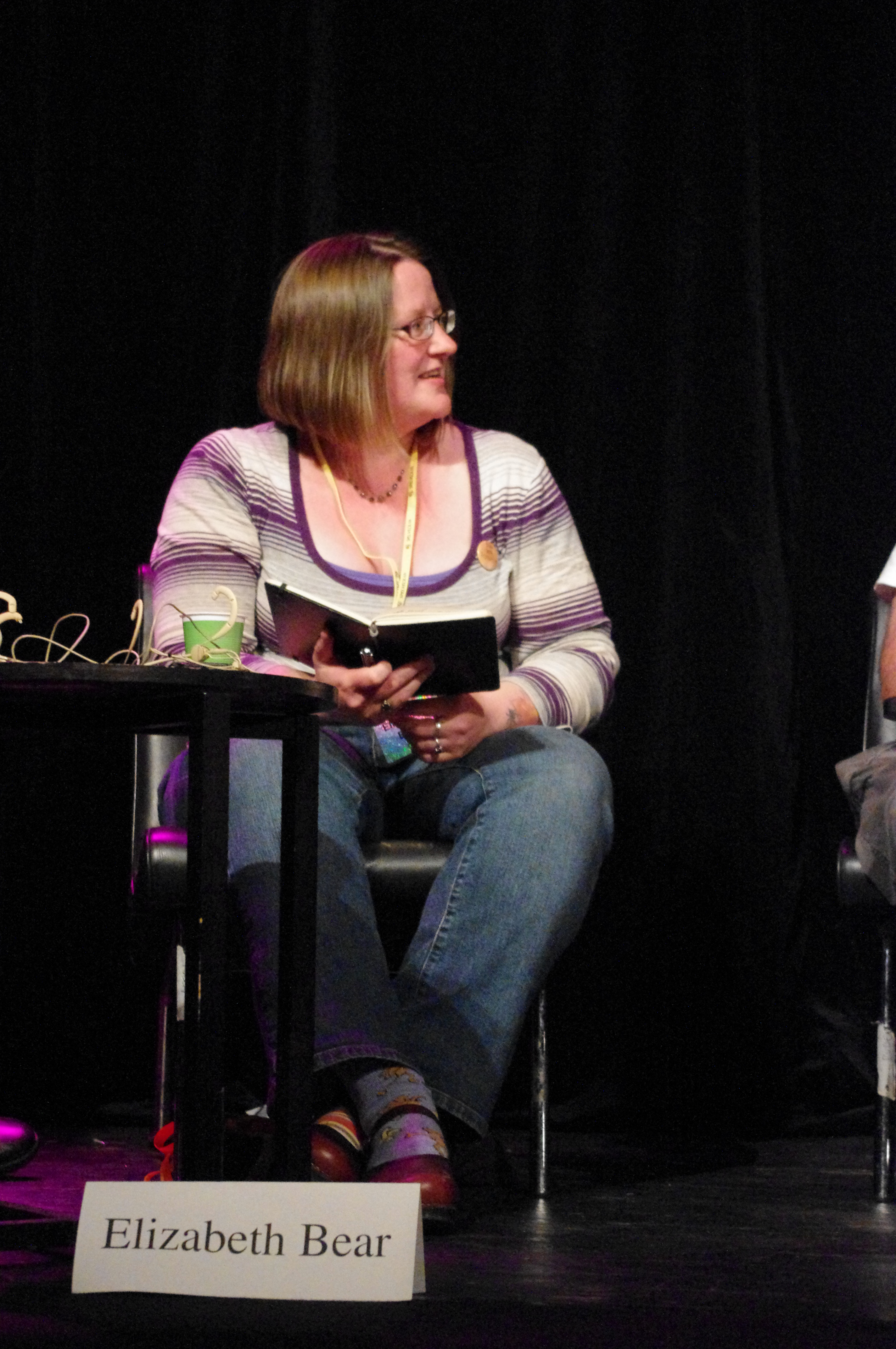
Elizabeth Bear bei der Eurocon in Stockholm (2011)

### Serien und Zyklen
Die Serien sind nach dem Erscheinungsjahr des ersten zugehörigen Texts geordnet.
Jenny Casey
- 1 Hammered (2005)
- 2 Scardown (2005)
- 3 Worldwired (2005)
- Gone to Flowers (2006, in: Elizabeth Bear: The Chains That You Refuse)

New Amsterdam
- 1 New Amsterdam (2007)
- 2 Seven for a Secret (2009)
- 3 The White City (2011)
- 4 ad eternum (2012)
- 5 Garrett Investigates (2012)
- Wax (in: Interzone, #201, November–Dezember 2005)
- Lucifugous (2006, in: Subterranean, #5)
- Wane (in: Interzone, #203, April 2006)
- Almost True (2007)
- The Tricks of London (2009)
- Twilight (2011)
- The Body of the Nation (2012, in: Elizabeth Bear: Garrett Investigates)
- Underground (2012)

The Promethean Age
- 1 Blood and Iron (2006)
- 2 Whiskey and Water (2007)
- 3 Ink and Steel (2008)
- 4 Hell and Earth (2008)

One-Eyed Jack and the Suicide King
- One-Eyed Jack and the Suicide King (2006, in: Elizabeth Bear: The Chains That You Refuse)
- King Pole, Gallows Pole, Bottle Tree (2011, in: Ellen Datlow (Hrsg.): Naked City: Tales of Urban Fantasy)
- One-Eyed Jack (2014)

Eternal Sky Universe
- 1 Range of Ghosts (2012)
- 2 Shattered Pillars (2013)
- 3 Steles of the Sky (2014)
- Love Among the Talus (in: Strange Horizons, 11. Dezember 2006)
- Bone and Jewel Creatures (2010)
- Book of Iron (2013)
- The Ghost Makers (2013, in: Jonathan Strahan (Hrsg.): Fearsome Journeys)
- Abjure the Realm (2014, in: Sean Wallace (Hrsg.): The Mammoth Book of Warriors and Wizardry)
- The Bone War (in: The Magazine of Fantasy & Science Fiction, September–Oktober 2015)
- No Work of Mine (2018, in: Gardner Dozois (Hrsg.): The Book of Magic)

The Lotus Kingdoms
- 1 The Stone in the Skull (2017)
- 2 The Red-Stained Wings (2019)

Iskryne (mit Sarah Monette)
- 1 A Companion to Wolves (2007)
- 2 The Tempering of Men (2011)
- 3 An Apprentice to Elves (2015)

The Edda of Burdens
- 1 All the Windwracked Stars (2008)
- 2 By the Mountain Bound (2009)
- 3 The Sea Thy Mistress (2011)
- The Edda of Burdens Trilogy (Sammelausgabe von 1–3, 2018)

Metatropolis (Kurzgeschichten)
- The Red in the Sky Is Our Blood (2008, in: John Scalzi (Hrsg.): METAtropolis)
  - Deutsch: Das Rot am Himmel ist unser Blut. In: John Scalzi (Hrsg.): Metatropolis. Heyne SF & F #52684, 2010, ISBN 978-3-453-52684-6.
- Confessor (2010, in: Jay Lake (Hrsg.): METAtropolis: Cascadia)
- Green and Dying (2013, in: Jay Lake und Ken Scholes (Hrsg.): METAtropolis: Green Space)

Boojum (Kurzgeschichten, mit Sarah Monette)
- Boojum (2008, in: Ann VanderMeer und Jeff VanderMeer (Hrsg.): Fast Ships, Black Sails)
- Mongoose (2009, in: Ellen Datlow (Hrsg.): Lovecraft Unbound: Twenty Stories)
- The Wreck of the „Charles Dexter Ward“ (2012, 2 Teile in: The Drabblecast, #254 ff.)

Jacob’s Ladder
- 1 Dust (2008; auch: Pinion, 2015)
- 2 Chill (2010; auch: Sanction, 2015)
- 3 Grail (2011; auch: Cleave, 2015)

White Space
- 1 Ancestral Night (2019)
- 2 Machine (2020)

Karen Memory
- 1 Karen Memory (2015)
- 2 Stone Mad (2018)
- Madam Damnable’s Sewing Circle (2014, in: John Joseph Adams (Hrsg.): Dead Man’s Hand: An Anthology of the Weird West)

### Romane
- Carnival (2006)
- Undertow (2007)
- The Girl Who Sang Rose Madder (Kurzroman in: Tor.com, 11. September 2008)
- The Horrid Glory of Its Wings (Kurzroman in: Tor.com, 8. Dezember 2009)
- Faster Gun (2012, Kurzroman)
- In the House of Aryaman, a Lonely Signal Burns (Sub-Inspector Ferron Mystery 1, in: Asimov’s Science Fiction, Januar 2012)
- This Chance Planet (Kurzroman in: Tor.com, 22. Oktober 2014)
- We Have Always Died in the Castle (2018, Kurzroman)
- Bug’s A-Life (2018, Kurzroman)
- The Cobbler’s Boy (2018; mit Sarah Monette)
- Deriving Life (2019, Kurzroman)

### Sammlungen
- The Chains That You Refuse (2006)
- Jewels and Stones (2010)
- Shoggoths in Bloom (2012)
- The Best of Elizabeth Bear (2020)

### Kurzgeschichten
1998
- Love-In-Idleness (1998, in: M. Christian (Hrsg.): Midsummer Night’s Dreams: One Story, Many Tales)

2000
- The Company of Four (2000, in: Scheherazade, #20)

2003
- Ice (in: Ideomancer, Vol. 2 #4, April 2003)
- Tiger! Tiger! (2003, in: John Pelan und Michael Reaves (Hrsg.): Shadows Over Baker Street)
- Speak! (in: On Spec, Winter 2003)

2004
- This Tragic Glass (in: Sci Fiction, 7. April 2004)
- The Chains That You Refuse (in: ChiZine, April–Juni 2004)
- Seven Dragons Mountains (2004, in: David Moles und Jay Lake (Hrsg.): All-Star Zeppelin Adventure Stories)
- Sleeping Dogs Lie (in: Flytrap, #3, November 2004)
- When You Visit the Magoebaskloof Hotel, Be Certain Not to Miss the Samango Monkeys (in: Interzone, #195, November–Dezember 2004)

2005
- Two Dreams on Trains (in: Strange Horizons, 3. Januar 2005)
- Follow Me Light (in: Sci Fiction, 12. Januar 2005)
- And the Deep Blue Sea (in: Sci Fiction, 4. Mai 2005)
- Long Cold Day (in: Sci Fiction, 21. September 2005)
- The House of the Rising Sun (in: The Third Alternative, #42, Sommer 2005)
- Los Empujadores Furiosos (in: On Spec, Winter 2005)

2006
- Botticelli (2006, in: Elizabeth Bear: The Chains That You Refuse)
- The Devil You Don’t (2006, in: Elizabeth Bear: The Chains That You Refuse)
- High Iron (2006, in: Elizabeth Bear: The Chains That You Refuse)
- The Ile of Dogges (2006, in: Aeon Seven; mit Sarah Monette)
- L’Esprit d’Escalier: Not a Play in One Act (2006, in: Elizabeth Bear: The Chains That You Refuse)
- Old Leatherwings (2006, in: Elizabeth Bear: The Chains That You Refuse)
- Schrödinger’s Cat Chases the Super String (2006, in: Elizabeth Bear: The Chains That You Refuse)
- Stella Nova (2006, in: Elizabeth Bear: The Chains That You Refuse)
- The Cold Blacksmith (in: Jim Baen’s Universe, Juni 2006)
- Sounding (in: Strange Horizons, 18. September 2006)
- The Inevitable Heat Death of the Universe (2006, in: Subterranean, #4)

2007
- Limerent (2007, in: Subterranean, #6)
- Orm the Beautiful (in: Clarkesworld Magazine, #4, Januar 2007)
- The Something-Dreaming Game (2007, in: Lou Anders (Hrsg.): Fast Forward 1: Future Fiction from the Cutting Edge)
- War Stories (in: Jim Baen’s Universe, Februar 2007)
- Cryptic Coloration (in: Jim Baen’s Universe, Juni 2007)
- Tideline (in: Asimov’s Science Fiction, Juni 2007)
- Black Is the Color (in: Subterranean Online, Sommer 2007)
- The Rest of Your Life in a Day (in: Jim Baen’s Universe, Oktober 2007)
- Inelastic Collisions (2007, in: Ellen Datlow (Hrsg.): Inferno: New Tales of Terror and the Supernatural)

2008
- Annie Webber (in: Nature, 31. Januar 2008)
- Hobnoblin Blues (in: Realms of Fantasy, Februar 2008)
- Shoggoths In Bloom (in: Asimov’s Science Fiction, März 2008)
- Your Collar (in: Subterranean Online, Frühling 2008)
- Sonny Liston Takes the Fall (2008, in: Ellen Datlow (Hrsg.): The Del Rey Book of Science Fiction and Fantasy: Sixteen Original Works by Speculative Fiction’s Finest Voices)

2009
- Formidable Terrain (2009, in: H. P. Lovecraft’s Magazine of Horror, #5)
- Snow Dragons (in: Subterranean Online, Sommer 2009)
- Swell (2009, in: Jonathan Strahan (Hrsg.): Eclipse Three: New Science Fiction and Fantasy)

2011
- Dolly (in: Asimov’s Science Fiction, Januar 2011)
- The Romance (2011, in: Ellen Datlow (Hrsg.): Supernatural Noir)
- Needles (2011, in: Ellen Datlow (Hrsg.): Blood and Other Cravings)
- Gods of the Forge (2011, in: Stephen Cass (Hrsg.): TRSF: The Best New Science Fiction)
- The Leavings of the Wolf (in: Apex Magazine, November 2011)

2012
- The Slaughtered Lamb (2012, in: Joshua Palmatier und Patricia Bray (Hrsg.): The Modern Fae’s Guide to Surviving Humanity)
- The Salt Sea and the Sky (2012, in: Paula Guran (Hrsg.): Brave New Love: 15 Dystopian Tales of Desire)
- Form and Void (in: Fireside, #3, Winter 2012)
- The Death of Terrestrial Radio (2012, in: Elizabeth Bear: Shoggoths in Bloom)
- The Ladies (2012, in: Elizabeth Bear: Shoggoths in Bloom)
- The Deeps of the Sky (2012, in: Jonathan Strahan (Hrsg.): Edge of Infinity)
- No Decent Patrimony (2012, in: Gardner Dozois (Hrsg.): Rip-Off!)

2013
- The Governess (2013, in: Ellen Datlow und Terri Windling (Hrsg.): Queen Victoria’s Book of Spells)

2014
- The Hand Is Quicker (2014, in: William Schafer und Gardner Dozois (Hrsg.): The Book of Silverberg: Stories in Honor of Robert Silverberg)
- You’ve Never Seen Everything (2014, in: John Joseph Adams und Hugh Howey (Hrsg.): The End Is Now)
- Covenant (2014, in: Ed Finn und Kathryn Cramer (Hrsg.): Hieroglyph: Stories and Visions for a Better Future)
- No Place to Dream, but a Place to Die (2014, in: Neil Clarke (Hrsg.): Upgraded)
- Terrior (2014, in: Bill Roper (Hrsg.): Harvest Season: An Anthology by SF Squeecast)

2015
- The Heart’s Filthy Lesson (2015, in: Gardner Dozois und George R. R. Martin (Hrsg.): Old Venus)
- Margin of Survival (2015, in: John Joseph Adams und Hugh Howey (Hrsg.): The End Has Come)
- In Libres (in: Uncanny Magazine, Mai–Juni 2015)
- Skin in the Game (2015, in: Jennifer Henshaw und Allison Linn (Hrsg.): Future Visions: Original Science Fiction Inspired by Microsoft)
- And the Balance in Blood (in: Uncanny Magazine, November–Dezember 2015)

2017
- Perfect Gun (2017, in: Jonathan Strahan (Hrsg.): Infinity Wars)
- The King’s Evil (2017, in: Gardner Dozois (Hrsg.): The Book of Swords)

2018
- She Still Loves the Dragon (in: Uncanny Magazine, Januar–Februar 2018)
- Okay, Glory (2018, in: Wade Roush (Hrsg.): Twelve Tomorrows)
- Particulates (2018, in: Nalo Hopkinson (Hrsg.): Particulates)
- What Someone Else Does Not Want Printed (2018, in: Gary Whitta, Christie Yant und Hugh Howey (Hrsg.): Resist: Tales from a Future Worth Fighting Against)

2019
- Soft Edges (2019, in: Current Futures: A Sci-fi Ocean Anthology)
- Erase, Erase, Erase (in: The Magazine of Fantasy & Science Fiction, September–Oktober 2019)

### Essays
- Ground Control to Major Tom (in: Abyss & Apex, Januar–Februar 2003)
- Achieving Freshness in Fantasy (in: Reflection’s Edge, Dezember 2004)
- The Politics of Dancing (in: Reflection’s Edge, August 2005)
- Utilizing the Unexpected (in: Reflection’s Edge, September 2005)
- ’Bears Discover Smut’ by Michael Bishop: An Appreciation (2006, in: Vector, #245)
- Old Weird, New Angles: Why Novelty Is Overrated (in: Andromeda Spaceways Inflight Magazine, #26, November 2006)
- Blindfold Taste Test (in: Electric Velocipede, #19, Herbst 2009)
- Paranormal Romance & Urban Fantasy (in: Realms of Fantasy, Oktober 2010)
- Shadow Unit (in: Locus, #600, Januar 2011)
- The City Is the Forest: A Brief History of Urban Fantasy (in: Realms of Fantasy, Oktober 2011)
- You’re on the Global Frequency (2012, in: Lynne M. Thomas und Sigrid Ellis (Hrsg.): Chicks Dig Comics: A Celebration of Comic Books by the Women Who Love Them)
- Another Word: Dear Speculative Fiction, I’m Glad We Had This Talk (in: Clarkesworld Magazine, #68, Mai 2012)
- Frankenstein Reframed; or, The Trouble with Prometheus (2017, in: Mary Shelley: Frankenstein: Annotated for Scientists, Engineers, and Creators of All Kinds)

Deutsch:
- Utopien sind tyrannisch. In: Technology Review, September 2018. Heise, 2018.

Bears Examining
- 1 Dear Patriarchy (in: Subterranean Online, Winter 2007)
- 2 Bears Examine #2 (in: Subterranean Online, Frühling 2007)
- 3 Bears Examine #3 (in: Subterranean Online, Frühling 2007)
- 4 Bears Examining #4 (in: Subterranean Online, Sommer 2007)
- 5 Get ’er Done (in: Subterranean Online, Herbst 2007)
- 6 Congratulations (in: Subterranean Online, Winter 2008)
- 7 Dirty Secrets (in: Subterranean Online, Sommer 2008)